# Vernoux-en-Gâtine
Vernoux-en-Gâtine är en kommun i departementet Deux-Sèvres i regionen Nouvelle-Aquitaine i västra Frankrike. Kommunen ligger i kantonen Secondigny som tillhör arrondissementet Parthenay. År 2022 hade Vernoux-en-Gâtine 583 invånare.

## Befolkningsutveckling
Antalet invånare i kommunen Vernoux-en-Gâtine
| Referens: INSEE |